# Girnigoe and Sinclair Castle
Girnigoe and Sinclair Castle sind zwei Burgruinen etwa fünf Kilometer nördlich von Wick in den schottischen Highlands.

## Lage
Die Ruinen liegen zehn Meilen südlich von John o’ Groats und eine Meile östlich von Ackergill Castle direkt an der Steilküste. Bei ihnen handelt es sich letztlich um zwei Burgen, die auf einem riesigen Felsen direkt an der Sinclair’s Bay errichtet wurden.

## Geschichte

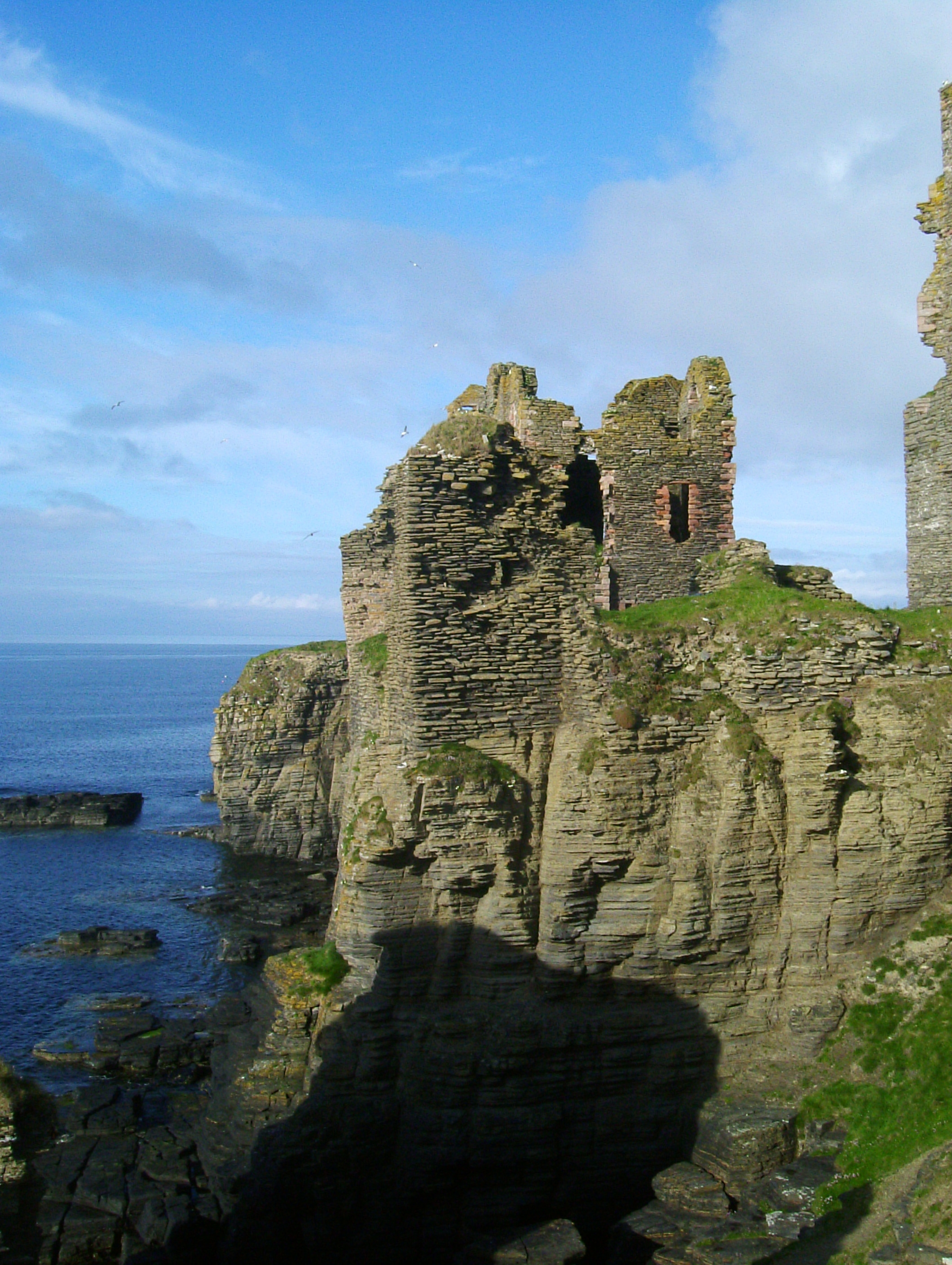
Turmhaus des Castle Girnigoe an der Nordsee

Das erste, Castle Girnigoe, bereits im 15. Jahrhundert entstanden, war hauptsächlich  ein Turmhaus (Tower House). Bis zum 17. Jahrhundert entstanden rund um dieses Turmhaus diverse Anbauten in Form von „Court Yards“, die später als Sinclair Castle bezeichnet wurden.
Girnigoe Castle ist eine der vielen Burgen gewesen, die von der alten „Lordly line of St. Clair“ (Sinclair) unterhalten wurde – genau genommen von den „Sinclairs Earls of Caithness“.
1690 belagerte George Sinclair of Keiss die beiden Burgen und konnte sie mittels schwerer Kanonen zerstören und somit den Sieg über die Verteidiger erringen. Dabei zerstörte er sein eigenes Erbe, denn die Burgen standen ihm zu. Nach der Wiedereinnahme gab er jedoch jeden Anspruch an den zerstörten Burgen auf und hinterließ die nun herrenlosen Ruinen in dem Zustand, in dem sie heute zu sehen sind.

## Anlage

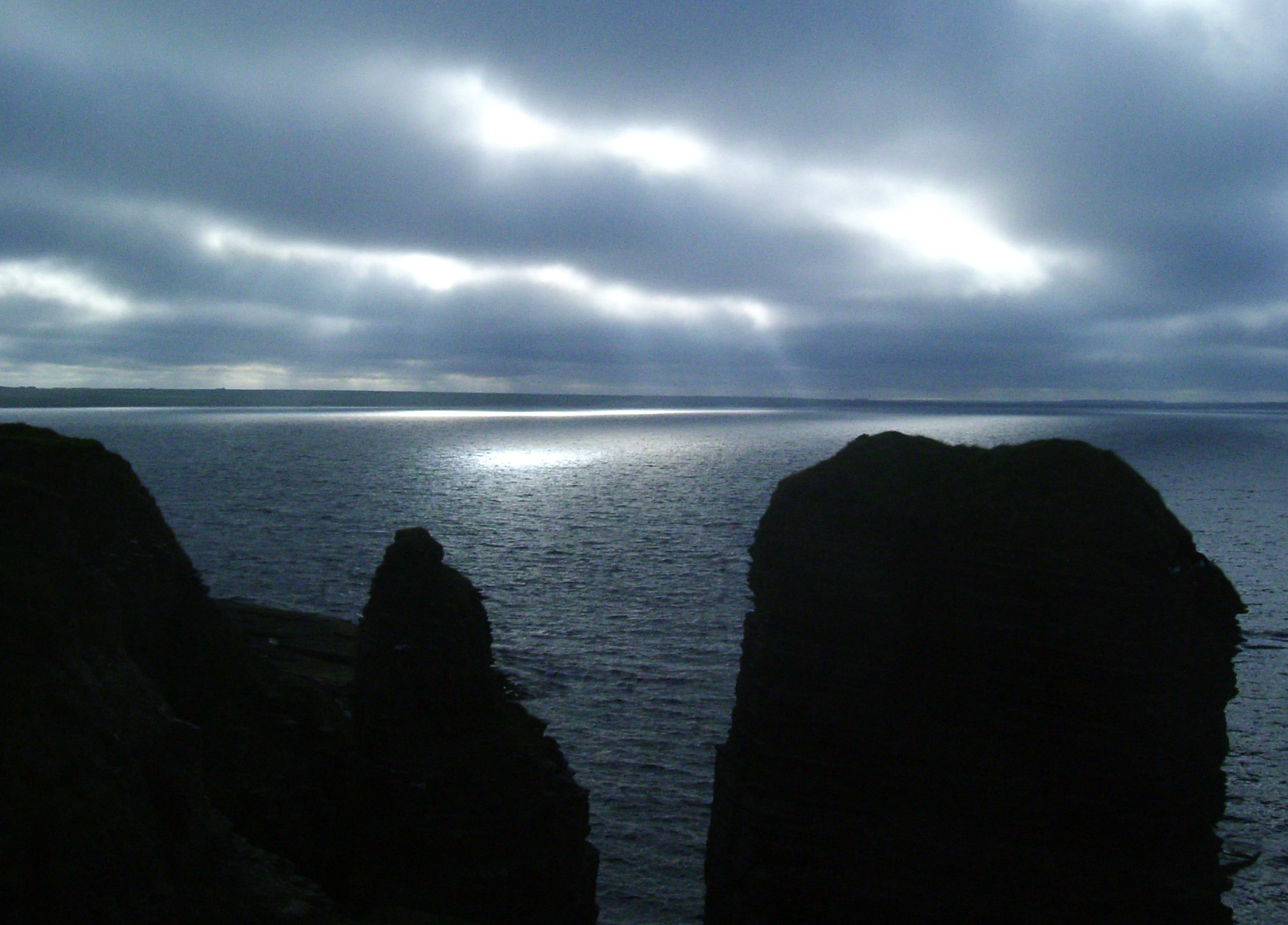
Blick auf Sinclair’s Bay vorbei an den Burgruinen

Zu früheren Zeiten war der Zugang zu diesem Burgenverbund nur über eine zerbrechliche hölzerne Brücke möglich, die auf den Felsen führte.
Die sehr zerklüfteten Bau-Fragmente, bestehend aus schieferähnlichem, mittlerweile sehr verwitterten Gestein, sind nur teilweise begehbar, verbergen aber diverse Geheimgänge in Höhlen und in das Innere des Felsen. Einer dieser Gänge führt durch den Felsen hindurch auf Meeres-Wasserniveau und dürfte den seinerzeit dort ansässigen Herrschaften als Fluchtmöglichkeit auf das offene Meer im Verteidigungsfall gedient haben.